# Hand

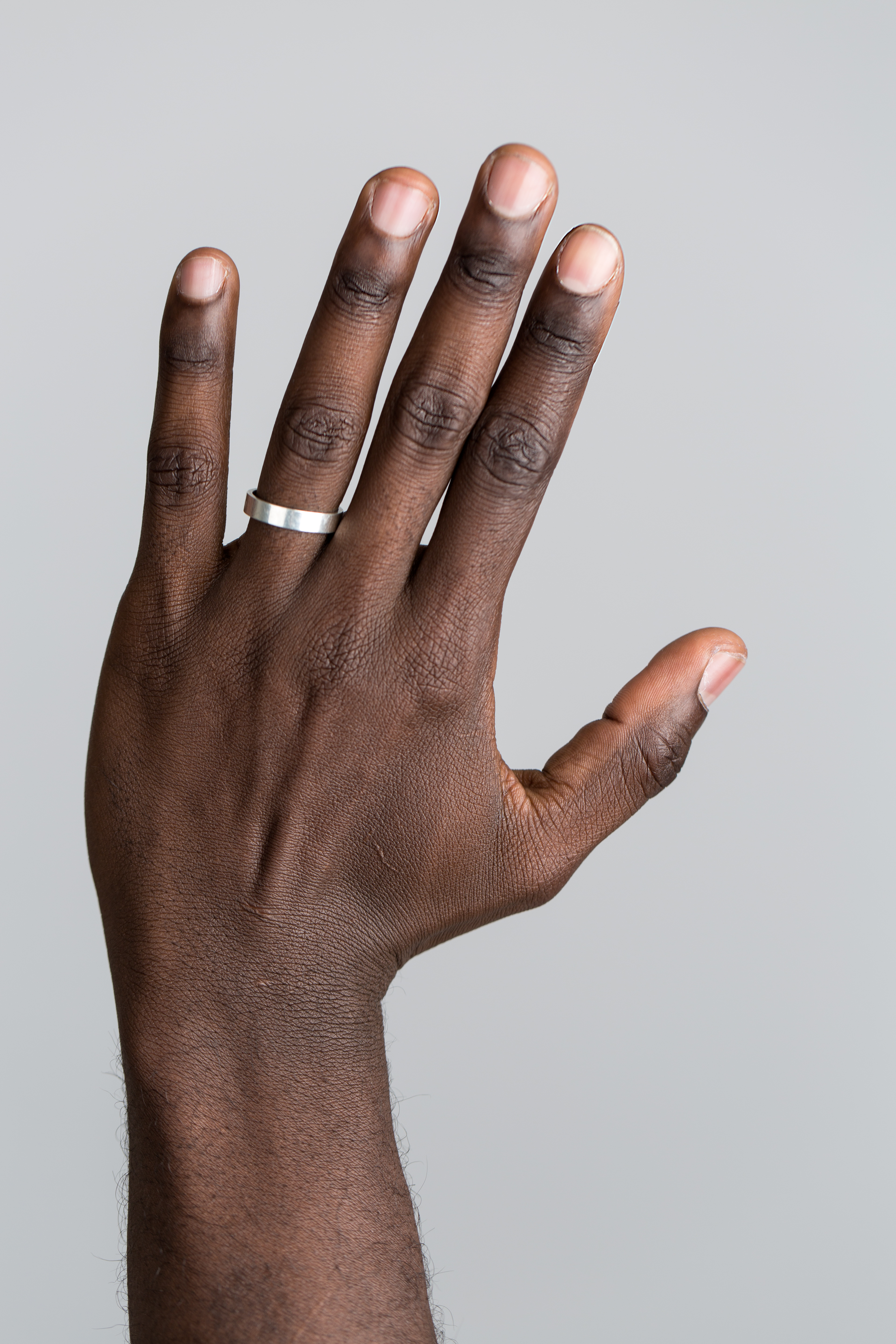
Hand met uitgestrekte vingers

De hand (medische Latijnse term: manus, meervoud manūs) is een complex meervingerig lichaamsdeel, dat door de pols is verbonden aan de onderarm en geschikt is om dingen mee te pakken en vast te houden.

## Voornaamste functies
De menselijke hand is het voornaamste orgaan om fysiek een omgeving te manipuleren, van zeer simpele (het gebruiken van een stok) tot zeer complexe (een draad door het oog van een naald steken) motorische vaardigheden, en omdat in de vijf vingertoppen veel van de zenuweinden samenkomen, is de hand ook de belangrijkste bron voor onze tastzin die dan ook met de hand wordt geassocieerd.
De menselijke hand wordt - net zoals bij andere dubbelzijdig aanwezige lichaamsdelen (ogen, oren, benen) - door de tegenovergestelde hersenhelft bediend en aldus vormt rechts- of linkshandigheid (met uitzondering van ambidextrie) een significant individueel kenmerk. Net zoals bij de meeste primaten wordt ook de menselijke hand door opponeerbare duimen gekenmerkt, dat wil zeggen dat de punt van de duim de punt van iedere ander vinger van dezelfde hand kan aanraken. Dankzij deze beweging is de mens in staat om voorwerpen beet te pakken.
De hand heeft in lichaamstaal een belangrijke functie als aanvulling op taal door het maken van gebaren en is voor vele doven van primordiaal belang om te kunnen communiceren in gebarentaal.

## Anatomie

### Bij viervoeters
Hoewel er een zekere homologie bestaat onder de zoogdieren, hebben slechts enkele viervoeters handen. De anderen beschikken over poten, vinnen en vleugels.
|  |  |

Net zoals de Homo sapiens hebben ook de andere primaten handen. Maar terwijl mensen over het algemeen slechts twee handen hebben (behalve in het geval van polymelia), noemt men apen soms « quadrumaan » (van het Latijnse woord quadrumanus: vierhandig; o.a. gebruikt voor een aap uit de 18e eeuw) en de mens « bimaan » (tweehandig). Dit komt doordat de onderste ledematen sterk gelijken op de handen en dezelfde functies (grijpen) kunnen uitvoeren. Ook wasberen hebben handen, wat een voorbeeld is van evolutionaire convergentie.

### Bij mensen

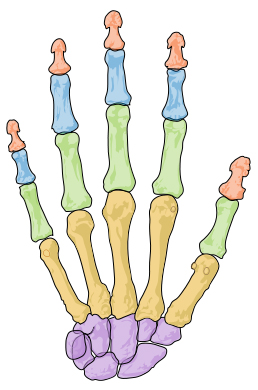
De anatomische indeling van de menselijke hand:
distale falanx
middelste falanx
proximale falanx
middenhandsbeentjes
handwortelbeentjes

De menselijke hand bestaat uit een brede handpalm (metacarpus/metacarpium) met 5 vingers, bevestigd aan de onderarm door een verbinding genaamd de pols (carpus). De handpalm vormt de binnenkant van de hand, dit is het deel dat niet zichtbaar is wanneer de hand is gesloten. Ze wordt gekenmerkt door drie diepe rimpels, die reeds vanaf de geboorte aanwezig zijn, die handlijnen worden genoemd. De buitenkant van de hand wordt formeel de rug van de hand genoemd. Het gedeelte van de handpalm net naast de duim wordt muis genoemd.
De gemiddelde lengte van een volwassen mannenhand is 189 mm, terwijl die van een vrouwenhand 172 mm is. De gemiddelde handbreedte voor volwassen mannen en vrouwen is respectievelijk 84 en 74 mm.

#### Beenderen
De hand bestaat uit enkelvoudige botjes, waarvan het aantal verschilt tussen de gewervelden onderling. Bij mensen zijn dit er 27. De pols (carpus) bestaat bij de mens uit acht handwortelbeentjes (ossa carpi) (soms kunnen dit er meer zijn) (os scaphoideum (bootvormig been), os lunatum (maanvormig been), os triquetrum (driehoeksbeen), os pisiforme (erwtvormig been), os trapezium (veelhoekig been), os trapezoideum (klein veelhoekig been), os capitatum (kopbeen) en os hamatum (haakvormig been)). Op de pols sluit zich de middenhand (metacarpium) aan, die uit vijf langgerekte middenhandsbeentjes bestaat. Het vrij beweeglijke deel van de menselijke hand wordt gevormd door de vijf vingers (digiti manus) die tezamen 14 vingerkootjes tellen (twee voor de duim en telkens drie voor de andere vier vingers). De vier vingers die telkens drie vingerkootjes tellen zijn de wijsvinger (digitus secundus manus of index), middelvinger (digitus medius), ringvinger (digitus anularis) en pink (digitus minimus manus). De vingers worden in de geneeskunde en anatomie echter meer gebruikelijk met een romeins cijfer aangeduid, van dig. I (duim) tot dig. V (pink). Ze bevinden zich aan de uiterste rand van de handpalm en kunnen aldus over de handpalm worden gevouwen om zaken vast te grijpen. De twee vingerkootjes tellende duim is verbonden met de palm door het os trapezium. De duim kan makkelijk 90° worden gedraaid, wat loodrecht is in verhouding tot de handpalm, in tegenstelling tot de andere vingers die slechts ongeveer 45° kunnen worden gedraaid.

#### Spieren en pezen
Men onderscheidt twee categorieën van spieren met betrekking tot de hand: de extrinsieke (zo geheten omdat ze in de onderarm zitten) en de intrinsieke spieren (zo geheten omdat ze in de hand zelf zitten). De intrinsieke spiergroepen zijn de duimmuis- en handrugspieren (de eerste zijn te situeren bij de duim, de laatste bij de pink), de interosseusspieren (tussen de middenhandsbeentjes, vier musculi interossei dorsales en drie musculi interossei volares) en de musculi lumbricales manus. Deze spieren komen voort uit de musculus flexor digitorum profundus (en zijn speciaal omdat ze geen benige oorsprong hebben) en ingevoegd op de dorsale onderarmspieren.
De extrinsieke spieren zijn: musculus flexor carpi radialis, musculus palmaris longus, musculus flexor carpi ulnaris, musculus flexor digitorum superficialis,
musculus flexor digitorum profundus, musculus flexor pollicis longus, musculus flexor pollicis brevis, musculus extensor carpi radialis brevis, musculus extensor carpi radialis longus, musculus extensor digitorum, musculus extensor pollicis longus, musculus extensor pollicis brevis, musculus extensor indicis, musculus extensor digiti minimi en musculus abductor pollicis longus. De intrinsieke spieren zijn: musculi interossei volares, musculi interossei dorsales, musculi lumbricales manus, musculus adductor pollicis, musculus flexor pollicis brevis, musculus opponens pollicis, musculus abductor pollicis brevis, musculus opponens digiti minimi, musculus flexor digiti minimi brevis, musculus abductor digiti minimi en musculus palmaris brevis.

#### Zenuwen en aderen
De hand is voorzien van drie gemengde zenuwen: nervus ulnaris, nervus medianus en nervus radialis. Voor de bloedtoevoer zorgen de arteria radialis en de arteria ulnaris. Het handvlak wordt door een robuuste pezige plaat (aponeurose) beveiligd en laat hiermee een krachtige greep toe. De huid van de hand en in het bijzonder van de vingers is bezaaid met verscheidene receptoren (o.a. nociceptoren, merkelcellen, ...) en laat een hoge haptische waarneming toe. Op de handpalm nemen 17.000 voellichaampjes (140/cm²) druk-, bewegings- en vibratiestimulansen op.

## Aandoeningen
Sommige mensen hebben meer dan het gebruikelijke aantal vingers of tenen, deze afwijking noemt men polydactylie. Sommige hebben meer dan het gebruikelijk aantal middenhandsbeentjes, een aandoening die vaak wordt veroorzaakt door genetische afwijkingen zoals het syndroom van Catel-Manzke.

## De hand en de wetenschappen

### Mensheid
Charles Darwin schreef meer dan een eeuw geleden dat « Man could not have attained his present dominant position in the world without the use of his hands ». Men kan hier een politieke connotatie aan geven ; zo heeft de filosoof Friedrich Engels bijvoorbeeld een essay geschreven met de titel Anteil der Arbeit an der Menschwerdung des Affen (De rol van de arbeid in de overgang van aap naar mens, 1876) : de hand wordt hier gebruikt als synoniem voor werk en waardigheid. In de post-industriële maatschappijen, wordt handwerk gewaardeerd en staat het voor een hoogstaand productieproces: « handgemaakt », « met de hand genaaid », « met de hand verzameld ». Daarentegen duiden spreekwoorden als « wie met zijn handen in zijn zakken blijft zitten, krijgt er weinig anders in » (wie niets doet, krijgt niet veel) en « met de handen over elkaar zitten » (niets uitvoeren) op nietsdoen. Het kan ook aangeven tot welke sociale klasse men behoort : bijvoorbeeld « eelt op de handen » voor handarbeiders.
Vooral het gebruik van de handen is essentieel voor de ontwikkeling van de mens. De mens maakte met zijn handen huizen, meubelen, gebruiksvoorwerpen, messen, lepels, borden, bouwde schepen voor scheepvaart en visserij voor gebruik over de oceanen en rivieren en kanalen, ving vis, bouwde auto's, vliegtuigen, ruimteschepen, radio's, televisies, computers, telefoons, verlichtingstoestellen, bedreef landbouw met zijn handen, maakte daarvoor landbouw gereedschap en machines, bouwde fabrieken voor zijn voeding en ontelbare andere producten, groef kanalen, bedreef mijnbouw van kolen, goud, zilver, aluminium en andere metalen, pompte olie op, spoorde gas op. Zonder handen was dit allemaal niet mogelijk geweest en was er zeer waarschijnlijk geen mensheid geweest.

### Maatstaf

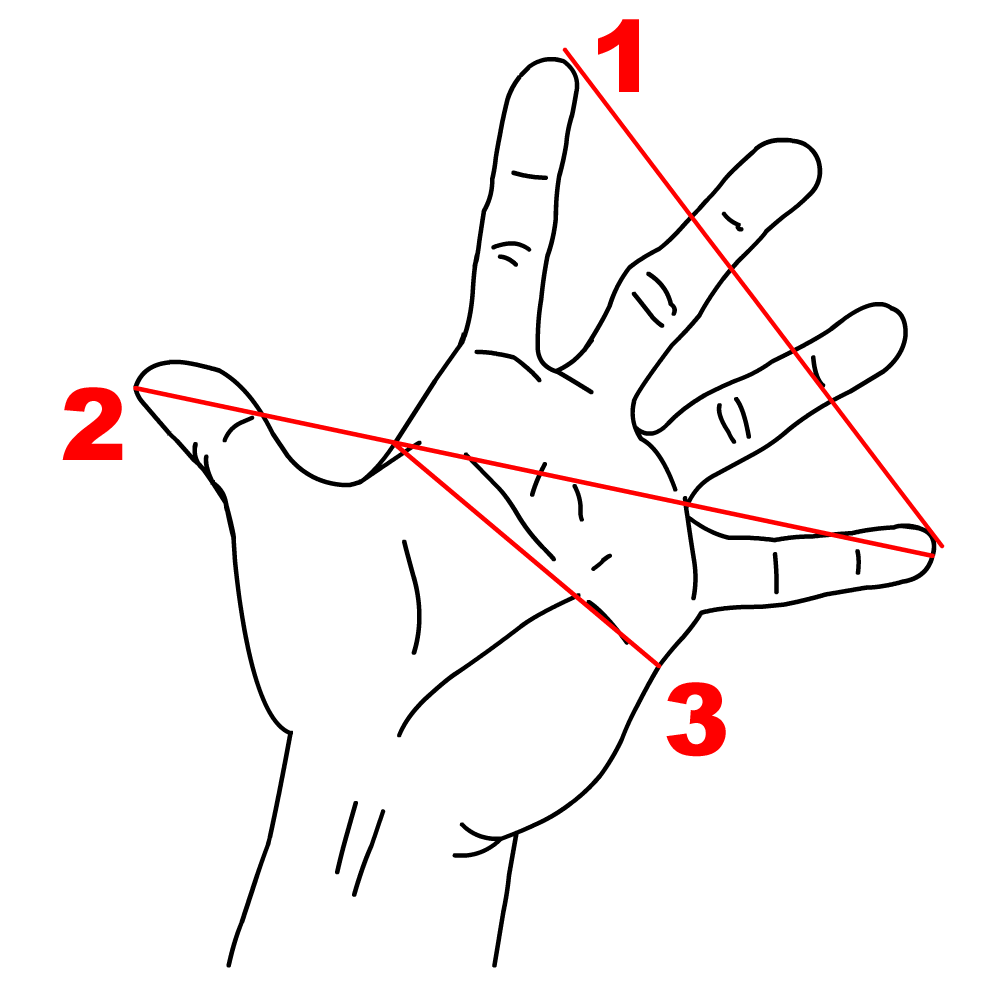
De maten van de hand:
1) palm
2) span
3) handpalm

De hand is een veelgebruikt meettoestel. Als stofhoeveelheid (een « handvol » bloem), lengtemaat (de « vingerlengte » in de chirurgie, de « palm » - afstand tussen duim en pink bij een open hand -, de « duim », vingerdik, de handpalm, enz.).
De hand dient om te tellen en het decimaal talstelsel is waarschijnlijk gebaseerd op het aantal vingers van twee handen.

### Schrift
Hiëroglifische schriften zoals het Egyptische of de Maya- of Azteekse schriften gebruiken vaak de hand, die actie voorstelt.
De etymografie van het Chinees, met name door de studie van tekens op brons, brengt aan het licht dat de hand vaak voorkomt in de samenstelling van schriftbeelden, bijvoorbeeld voor de woorden "venster" (dat twee handen voorstelt die ramen openduwen) of "kwast/verf".

### Economie
De onzichtbare hand van de markt is een door de Engelse liberale economist Adam Smith ontwikkeld economisch concept volgens de welke alles zich afspeelt alsof een "onzichtbare hand" de zaken heeft geregeld opdat de som van de particuliere belangen eindigt in het algemeen belang,!

## Trivia
- Bij poker wordt met de hand ook de kaarten van een speler bedoeld.